# Mišnjak (Unije)
Mišnjak je nenaseljeni otočić u hrvatskom dijelu Jadranskog mora.
Njegova površina iznosi 0,017 km². Dužina obalne crte iznosi 0,46 km.